# Bitonto
Bitonto est une ville italienne d'environ 54 500 habitants, située dans la ville métropolitaine de Bari dans la région des Pouilles en Italie méridionale.

## Géographie
Bitonto se trouve à environ 11 km à l'ouest de la ville de Bari, près de la côte de la mer Adriatique.

## Histoire
La ville fut fondée par les Peucetii, et des colons grecs de la région de Butontinoi, mais il s'agit d'un ethnonyme d'origine incertaine. Selon une tradition, la ville a été nommée d'après Botone, un roi d'Illyrie. La première enceinte peut être datée du Ve siècle av. J.-C., des traces restent dans les fondations de la maçonnerie normande.
Les similitudes des monnaies suggèrent que Bitonto était sous l'hégémonie de Tarente. Plus tard, après avoir été une alliée des Romains dans les guerres samnites, la civitas Butuntinenses devint municipe romain, en préservant son ancienne législation et l'autonomie gouvernementale et en continuant de vénérer sa divinité protectrice, que les Romains identifiaient comme étant Minerve ; son site sacré est occupé de nos jours par l'église San Pietro in Vincoli. En tant que ville de l'Empire romain, Bitonto est incluse dans l'Itinéraire d'Antonin et dans d'autres itinéraires impériaux, ainsi que dans la table de Peutinger.
Les fondations d'une basilique paléochrétienne sont apparues lors des fouilles sous la crypte de la cathédrale, mais aucune preuve écrite n'existe sur l'existence d'un diocèse créé au Haut Moyen Âge. Bien qu'il n'y ait aucune preuve qu'un Gastald lombard ait eu son siège à Bitonto, les coutumes et le droit lombard se sont insinués profondément dans le tissu social local.
Au cours du IXe siècle, Bitonto résiste avec succès à un raid des Sarrasins, lors duquel le chef des assiégeants est tué sous les murs de la ville. Bitonto prit part à la révolte de Melus de Bari en 1009.
Au Moyen Âge, Bitonto était le fief de plusieurs familles de barons, avant de passer définitivement au XIIIe siècle sous la domination des Acquaviva, qui ont pris leur nom de leur fief à Acquaviva delle Fonti. Les Acquaviva devinrent plus tard les ducs d'Atri, et leur seigneurie mineure de Bitonto fut élevée en marquisat en 1464 par le roi de Naples, Ferdinand Ier de Naples en faveur de Giovanni Antonio Acquaviva.
Après sa mort prématurée, le titre se transmit à son frère, le condottiere Andrea Matteo Acquaviva, qui l'échangea en 1487 pour le marquisat de Ugento, qu'il perdit ensuite. En 1552, les citoyens payèrent pour la liberté de la ville la somme considérable de 66 000 ducats.
En 1734, pendant la guerre de Succession de Pologne, l'armée espagnole de Charles III d'Espagne et du duc de Montemar bat les Autrichiens de Giuseppe Antonio, prince de Belmonte à la bataille de Bitonto, assurant ainsi la possession du royaume de Naples pour les Bourbons.

## Économie
Bitonto est réputée pour sa production d'huile d'olive, qui est exportée en Amérique et partout en Europe. La ville produit également du vin, de la bière, des céréales, des amandes et du textile.
La ville devient une destination touristique.

## Culture
En août la ville organise un festival de jazz : le Beat Onto Jazz Festival.

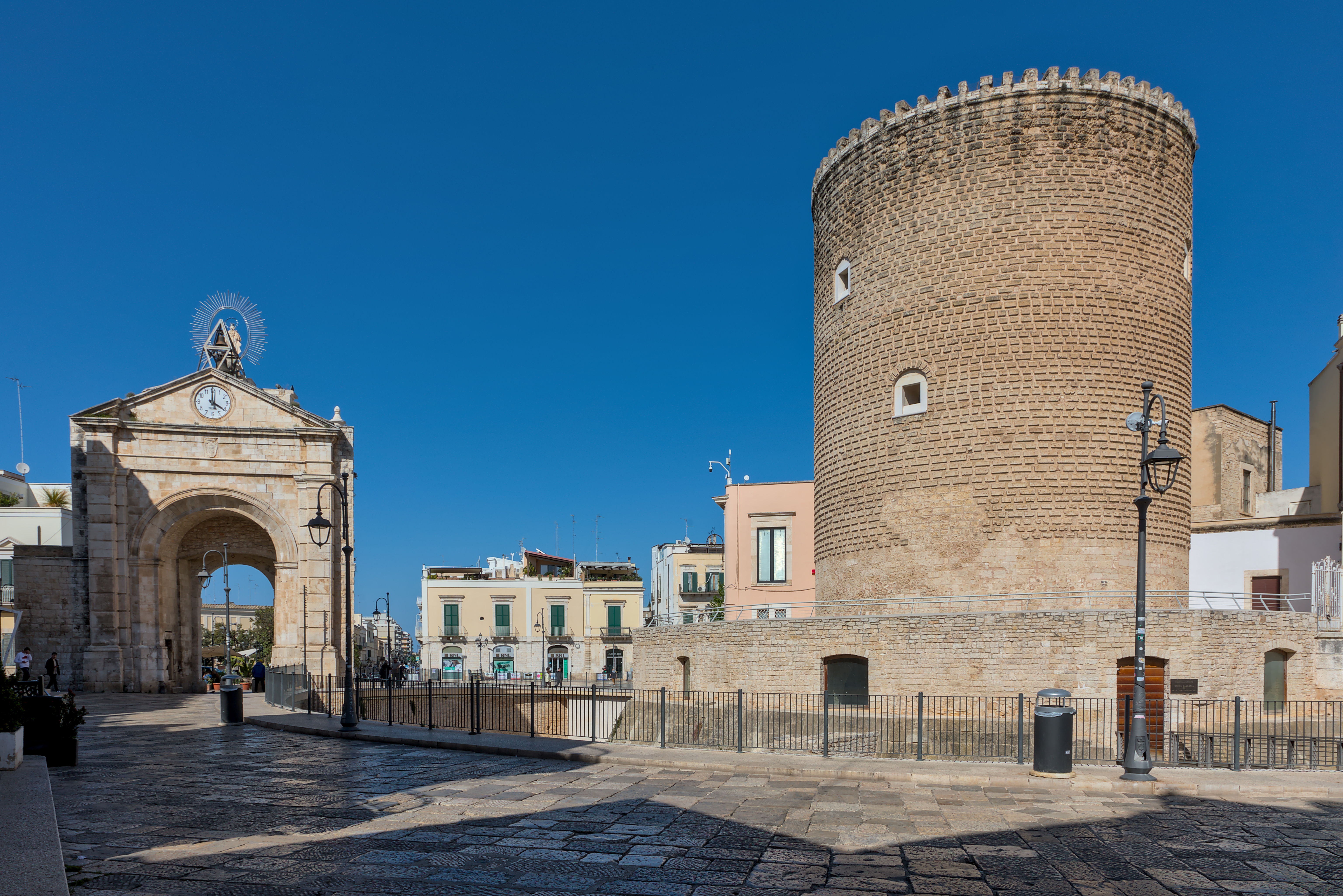
La porte de Bari et la tour angevine.

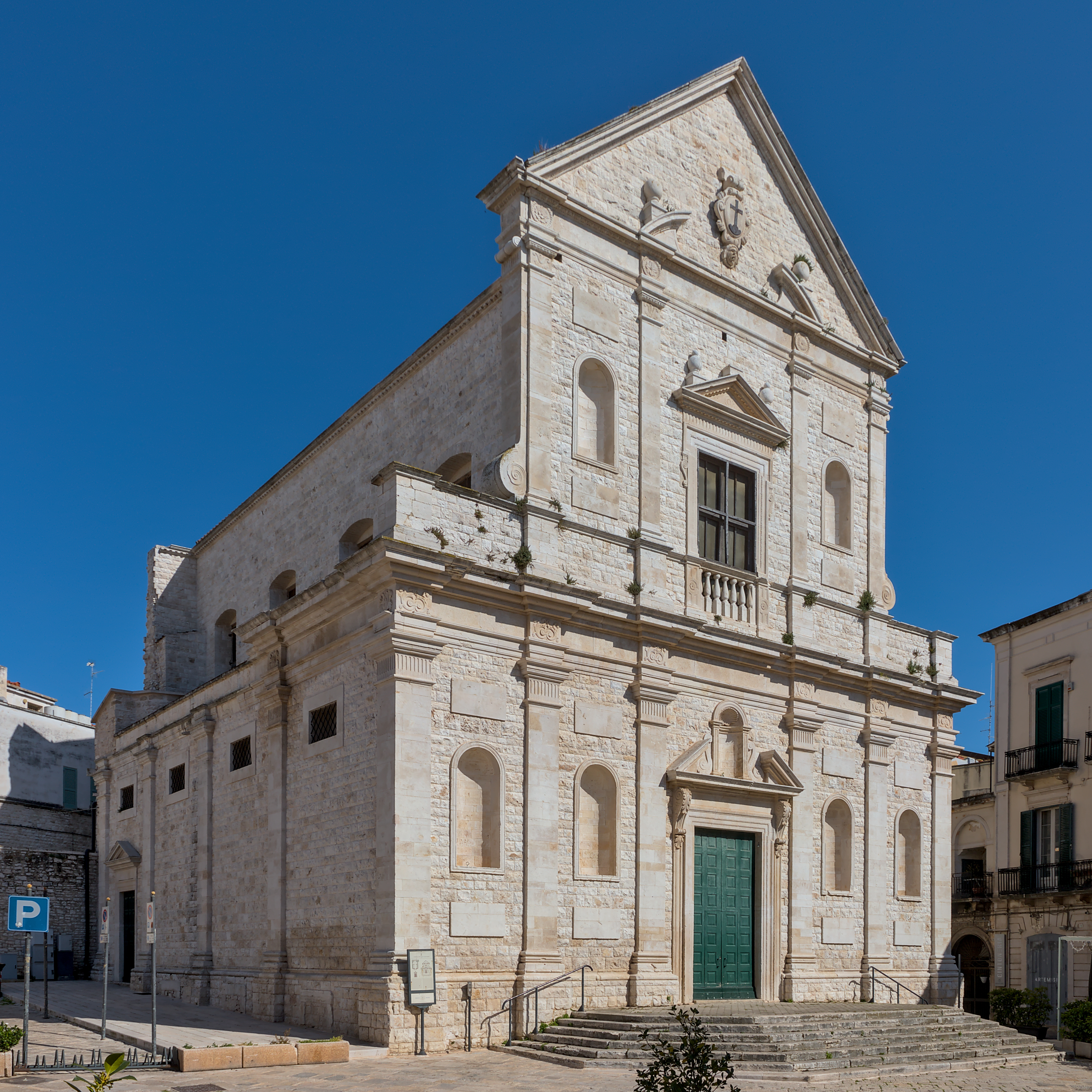
L'église San Gaetano.

## Monuments et patrimoine
Les principaux monuments de la ville sont : 
- Le château et les remparts.
- La cathédrale romane. (Concattedrale di San Valentino)
- L’église Saint-François-d’Assise
- Chiesa di Santa Caterina: Chiesa Parrocchiale San Francesco da Paola
- Chiesa di San Giorgio
- Chiesa Parrocchiale di San Nicola da Bari
- Basilica dei Santi Medici Cosma e Damiano (Basilique Pontificale des Saints Côme et Damien, avec son orgue monumental de 60 jeux, le plus important de la région des Pouilles).
- L'église San Gaetano (it).
- L'église Santissimo Crocifisso (it).
- Le palazzo Sylos-Vulpano (it) daté de la Renaissance tardive.
- Le palazzo Sylos-Calò (it).

## Administration
| Période                                  | Période  | Identité | Étiquette     | Qualité |
| ---------------------------------------- | -------- | -------- | ------------- | ------- |
| 28 apr 2008                              | En cours | Valla    | Centro-Destra |         |
| Les données manquantes sont à compléter. |          |          |               |         |

### Hameaux
Palombaio, Mariotto

### Communes limitrophes
Altamura, Bari, Binetto, Bitetto, Giovinazzo, Modugno, Palo del Colle, Ruvo di Puglia, Terlizzi, Toritto

## Personnalités nées à Bitonto
- Giovanni Donato Lombardo, dit « il bitontino », (XVIe – XVIIe siècle), comédien de la Commedia dell'arte et auteur de la pièce populaire Nuovo prati di prologhi
- Gaetano Caffarelli (1710–1783), chanteur lyrique (castrat)
- Tommaso Traetta (1727-1779), compositeur
- Francesco Cariello (1975-), homme politique
- Bianca Guaccero (1981-), actrice.
- Antonio Balzano (1986-), footballeur
- Michele Morrone (1990-), acteur, chanteur